# Sjölagen
Sjölagen är en svensk lag som reglerar frågor om fartygs nationalitet, registrering, identifiering, sjövärdighet, skeppshypotek och sjöpanträtt, rederiverksamhet och ansvar med mera.
Lagen är uppdelad i sju avdelningar fördelade på 19 kapitel.

## Om Avdelning I Fartyg

### Om fartyg
Ett fartyg ska anses som svenskt och vara berättigat att föra svensk flagg, om det till mer än hälften ägs av svenska medborgare eller svenska juridiska personer.

### Om fartygsregistret
Transportstyrelsen ska i sin egenskap av registreringsmyndighet med  hjälp av automatiserad behandling föra ett register, benämnt fartygsregistret.
Informationen ska vara uppdelad på
1. en skeppsdel med uppgifter om svenska skepp
2. en båtdel med uppgifter om svenska båtar för yrkesmässig sjöfart och
3. en skeppsbyggnadsdel med uppgifter om skepp under byggnad.

Om registrering, verkan av registrering, avregistrering och rätt att överklaga beslut se huvudartikeln fartygsregistret.

#### Om skepphypotek och sjöpanträtt

##### Skeppshypotek
Ägaren av ett registrerat skepp eller skeppsbygge som vill upplåta panträtt i skeppet eller bygget till säkerhet för en fordran, har rätt att få inskrivning i egendomen av ett visst belopp (inteckning).
Panträtt upplåts genom att ägaren överlämnar pantbrevet som pant för fordringen.

Om låntagaren inte frivilligt betalar kan borgenären begära exekutiv auktion.
Inteckningarna gäller i inbördes ordning efter den tidsföljd som de sökts. Förmånsrätt gäller enligt förmånsrättslagen.
En borgenär har rätt att få betalning även om fordringen har preskriberats.
Om ett pantbrev inte har överlämnats som pant för en fordran har ägaren rätt till ägarhypotek.

##### Sjöpanträtt
Se huvudartikel om Sjöpanträtt

##### Kvarstad
Ett fartyg får beläggas med kvarstad endast för en sjöfordran.
Kvarstad på ett fartyg får beviljas endast en gång för en och samma sjöfordran.
Om borgen eller annan säkerhet har ställts till befrielse från kvarstad, får kvarstad inte beviljas. Kvarstad får dock beviljas, om borgenären visar att den ställda säkerheten har upphört att gälla eller att det annars finns särskilda skäl för kvarstad.
Ett fartyg som är belagt med kvarstad ska hindras att avgå.

## Om Avdelning II Rederi

### Om partrederi
Ett partrederi föreligger om flera har kommit överens om att under delad ansvarighet gemensamt driva sjöfart med ett eget fartyg. Anteckning om partrederi ska göras i fartygsregistret.

### Om befälhavare
Befälhavaren ska
- före resan se till att fartyget är sjövardigt[13]
- under resan vaka över att fartyget hålls i sjövärdigt skick och att fartyget framförs och handhas på ett sätt som är förenligt med gott sjömanskap[14]
- ombesörja att föreskrivna dagböcker förs[15]
- se till att lastning och lossning sker och att resan utförs med tillbörlig skyndsamhet[16]
- under resan noggrant vårda lasten och i övrigt bevaka lastägarens intressen[17]
- när redaren begär det avge redovisning[18]

## Om Avdelning III Ansvar

### Om redares ansvar
Redaren är ansvarig för skada som befälhavaren, en medlem av besättningen eller en lots orsakar genom fel eller försummelse i tjänsten. Skadestånd som redaren har betalat har han rätt att kräva tillbaka av den som vållat skadan.

### Om skada genom fartygs sammanstötning
Om två fartyg sammanstöter så att skada uppstår på det ena fartyget eller på personer eller gods som finns ombord och sammanstötningen är orsakad genom vållande på endera sidan, ska den sidan ersätta skada och förlust som uppkommit.
Om en sammanstötning har inträffat genom en olyckshändelse eller om det inte kan utredas att den orsakats av vållande på endera sidan, svarar vardera sidan för sin skada.
Befälhavarens är skyldig att lämna det andra fartyget och de ombordvarande där all hjälp för räddning ur den uppkomna faran, om det kan ske utan allvarlig fara för det egna fartyget och de ombordvarande.

### Om ansvarsbegränsning
Redare kan begränsa sitt ansvar enligt 9 kap sjölagen. Ansvarsbegränsning får dock inte ske beträffande bärgarlön, fordran på grund av oljeskada samt vissa radiologiska och andra skador.
Rätt till ansvarsbegränsning föreligger inte för den som visas själv ha vållat skadan uppsåtligen eller av grov vårdslöshet och med insikt att sådan skada sannolikt skulle uppkomma.

### Försäkring
Ägaren av ett svenskt fartyg, som transporterar mer än 2 000 ton olja som bulklast, ska ta och vidmakthålla försäkring. Samma gäller utländskt fartyg  som anlöper eller lämnar en svensk hamn eller en tilläggsplats på svenskt sjöterritorium och som vid tillfället transporterar mer än 2 000 ton olja som bulklast.
Bestämmelserna gäller inte i fråga om en oljeskada som orsakats av ett örlogsfartyg eller av ett annat fartyg som vid tiden för olyckan ägs eller brukas av en stat och som används uteslutande för statsändamål och inte för affärsdrift.

### Om ansvar för radiologisk skada
Särskilda bestämmelser finns i lagen (2010:950) om ansvar och ersättning vid radiologiska olyckor.

## Om Avdelning IV Avtal om befordran

### Om styckegodstransport
Sjölagen är tillämplig på avtal om sjötransport i inrikes fart i Sverige och i fart mellan Sverige, Danmark, Finland och Norge. Beträffande avtal om sjötransport i inrikes fart i Danmark, Finland och Norge gäller lagen i det land där transporten utförs. I annan fart gäller i allmänhet 1924 års internationella konvention rörande konossement med de ändringar som skett genom (Haag-Visbyreglerna).

### Om befraktning av fartyg
Vid resebefraktning ska den frakt betalas som var gängse när avtalet ingicks.
Vid tidsbefraktning ska ställa fartyget till tidsbefraktarens förfogande på den plats och vid den tidpunkt som har avtalats. Tidsfrakt skall betalas i förskott för 30 dagar i sänder.

### Om befordran av passagerare och resgods
Bortfraktaren det vill säga den som yrkesmässigt eller mot ersättning, åtar sig att med fartyg befordra passagerare eller resgods ska se till att fartyget är sjövärdigt, vari också innefattas att det är behörigen bemannat, provianterat och utrustat, samt att passageraren och resgodset befordras skyndsamt och tryggt till bestämmelseorten. Passagerare får föra med sig resgods i skälig omfattning. Bortfraktaren har rätt att vägra passageraren att föra med sig resgods som kan medföra fara eller väsentlig olägenhet för person eller egendom.

#### Om skada
Har resgods orsakat skada för bortfraktaren eller skada på fartyget är passageraren ersättningsskyldig.
Bortfraktaren är ansvarig för personskada som drabbar passageraren på grund av en händelse under resan, om skadan har vållats genom fel eller försummelse av bortfraktaren eller någon som han svarar för.
Bortfraktarens skadeståndsansvar är begränsat enligt 21 och 22 §§ sjölagen.

#### Preskription
Fordran på grund av att gods skadats preskriberas efter ett år och fordran på ersättning för personskada efter två år.

#### Rätt domstol
Talan om ansvarighet på grund av avtal om befordran av passagerare eller resgods får väckas endast vid
1. sjörättsdomstol för den ort där svaranden är varaktigt bosatt eller har sin huvudsakliga rörelse,
2. sjörättsdomstol för den avtalsenliga avgångs- eller bestämmelseorten,
3. domstol i den stat där käranden har sitt hemvist eller annars är varaktigt bosatt, förutsatt att svaranden har driftställe för sin rörelse i den staten och är underkastad dess domsrätt, eller
4. domstol i den stat där befordringsavtalet träffades, förutsatt att svaranden har driftställe för sin rörelse i den staten och är underkastad dess domsrätt.[40]

Talan får även väckas vid sjörättsdomstolen för den ort där fartyget finns.

### Vissa bestämmelser om sjömän
Sedan ett fartyg utklarerats och i övrigt är färdigt att avgå får en ombordanställd inte för en skuld hindras att avresa och inte heller något av vad han fört ombord för tjänsten tas i mät eller beläggas med kvarstad. Sjöman kan också ha rätt till fri resa. Utan betalning ska också tas med urna innehållande askan efter en avliden svensk befälhavare eller sjöman och, om det kan ske utan olägenhet, hans efterlämnade egendom.

### Biträde åt Transportstyrelsen
Kustbevakningen, Tullverket och polismyndigheterna ska biträda Transportstyrelsen med att vaka över att bestämmelser i lag eller annan författning om registrering och identifiering av skepp och inskrivning av rätt till skepp och andel i sådan egendom följs. De angivna myndigheterna har, liksom registermyndigheten, rätt till tillträde till ett skepp.